# Ed O'Bannon
Edward Charles O'Bannon, Jr. (Los Ángeles, California, 14 de agosto de 1972) es un exjugador de baloncesto estadounidense que jugó durante 2 temporadas en la NBA, para posteriormente desarrollar su carrera deportiva en diversos países del mundo, sobre todo en Polonia. Fue una estrella en su época universitaria, ganando el título de campeón de la NCAA y acumulando la mayoría de los premios más prestigiosos, como el de Mejor Jugador del Torneo de la NCAA, el Premio John R. Wooden y el Oscar Robertson Trophy. Con 2,03 metros de estatura, jugaba en la posición de escolta. Es hermano mayor del exjugador profesional Charles O'Bannon, con quien comparte sus mismos nombres de pila, en orden inverso.

## Trayectoria deportiva

### Universidad
Antes de entrar en la universidad, ya destacó en su etapa de High School, participando en el McDonald's All-American Team en 1990. Tenía en miras el acudir a la Universidad de Nevada-Las Vegas, pero un defecto de forma en el reclutamiento de la universidad hizo que cambiase de idea y se matriculara para jugar con los Bruins de la Universidad de California-Los Angeles. Sin embargo, su primer año lo pasó en blanco, tras sufrir una lesión en el ligamento cruzado anterior el 9 de octubre de 1990, perdiéndose además los 10 primeros partidos de la siguiente temporada. Ese año apenas jugó 12 minutos por partido, promediando menos de 4 puntos por noche.
Mejoró ostensiblemente su rendimiento al año siguiente, promediando 16,7 puntos y 7,0 rebotes por partido, superándose incluso en la campaña siguiente, con 18,4 puntos y 8,4 rebotes. A pesar de ello, su equipo cayó en las primeras rondas del Torneo de la NCAA en ambas ocasiones. Pero cuando realmente explotó fue en su última temporada. Lideró a los Bruins en anotación (20,4 puntos por partido) y en rebotes (8,3), ganando el título de la Pacific Ten Conference, siendo el equipo número 1 del ranking, y logrando finalmente ganar el undécimo título de la División I de la NCAA para UCLA, logrando en la final 30 puntos y 17 rebotes ante Arkansas. Logró ser elegido Mejor Jugador de la Final Four, ganando además ese año la mayoría de los premios individuales a nivel nacional, como el Premio John R. Wooden o el Oscar Robertson Trophy. Su camiseta con el número 31 fue retirada en 1996 por los Bruins como homenaje a su trayectoria. En el total de su trayectoria universitaria promedió 15,5 puntos y 7,0 rebotes por encuentro.

### Profesional

#### NBA
Fue elegido en la novena posición del Draft de la NBA de 1995 por New Jersey Nets, firmando un contrato por tres temporadas. Pero nunca llegó a encontrar un hueco entre los profesionales, siendo demasiado bajo para el puesto de alero y demasiado lento para jugar de base. En su primera temporada con los Nets se encontró con mucha competencia en su posición, jugando los minutos que le dejaban hombres como Armon Gilliam, P.J. Brown o Jayson Williams. fue titular en 23 partidos, y acabó el año promediando 6,2 puntos y 2,6 rebotes por noche.
La temporada 1996-97 comenzó de forma parecida a la anterior, jugando incluso menos minutos que en la anterior. Mediada la misma se vio envuelto en un traspaso múltiple que afectó a 9 jugadores, por el cual los Nets mandaban a Shawn Bradley, Robert Pack, Khalid Reeves y el propio Ed O'Bannon a Dallas Mavericks, a cambio de Jim Jackson, Eric Montross, Sam Cassell, Chris Gatling y George McCloud. Pero si en los Nets su papel fue secundario, en los Mavs lo fue aún más, apareciendo apenas 9 minutos por partido, promediando 2,4 puntos y 1,9 rebotes por encuentro.

#### Europa
Poco antes del comienzo de la temporada 1997-98, fue traspasado a Orlando Magic junto con Derek Harper, pero fue cortado antes del comienzo de la misma, decidiendo dirigir sus miras al baloncesto europeo. Comenzó su andadura en la Liga Italiana, jugando una temporada en Trieste, fichando al año siguiente por el Forum Valladolid de la Liga ACB española. La temporada siguiente prueba fortuna en la liga griega, en Heraklion, para cruzar el océano al año siguiente, incorporándose al Boca Juniors de la liga argentina, donde estaría una temporada. Sus tres últimos años los pasó en Polonia, en 3 equipos diferentes, en el Anwil Włocławek, el Polonia Warszawa y el Astoria Bydgoszcz.
En enero de 2003 se comprometió con el Caja San Fernando de la liga ACB, pero su fichaje se frustró poco antes de la firma del contrato. Estuvo a punto también de emprender una nueva aventura en la liga china, pero una artroscopia en la rodilla derecha hizo que se retirara definitivamente del baloncesto.

## Selección nacional
Formó parte de la selección de Estados Unidos júnior que ganó el Campeonato FIBA Américas Sub-18.
Luego integró el combinado estadounidense que obtuvo la medalla de oro en la Universiada de 1993.

## Estadísticas de su carrera en la NBA

### Temporada regular
| Temporada | Edad | Equipo           | Liga | P   | TIT | MIN  | TC  | TCA | %TC  | 3P  | 3PA | %3P  | TL  | TLA | %TL  | R.OF. | R.DEF. | REB | ASIS | ROB | TAP | PER | FP  | PTS |
| 1995-96   | 23   | New Jersey Nets  | NBA  | 64  | 29  | 19.6 | 2.4 | 6.3 | .390 | 0.2 | 0.9 | .179 | 1.2 | 1.7 | .713 | 1.0   | 1.6    | 2.6 | 1.0  | 0.7 | 0.2 | 1.0 | 1.5 | 6.2 |
| 1996-97   | 24   | TOTAL            | NBA  | 64  | 5   | 12.6 | 1.5 | 4.4 | .333 | 0.3 | 1.1 | .257 | 0.5 | 0.5 | .886 | 0.8   | 1.5    | 2.3 | 0.6  | 0.5 | 0.2 | 0.3 | 1.5 | 3.7 |
| 1996-97   | 24   | New Jersey Nets  | NBA  | 45  | 5   | 14.1 | 1.7 | 4.6 | .367 | 0.4 | 1.3 | .283 | 0.4 | 0.5 | .870 | 0.9   | 1.6    | 2.5 | 0.6  | 0.5 | 0.2 | 0.3 | 1.7 | 4.2 |
| 1996-97   | 24   | Dallas Mavericks | NBA  | 19  | 0   | 9.2  | 0.9 | 3.8 | .236 | 0.1 | 0.5 | .100 | 0.6 | 0.6 | .917 | 0.5   | 1.4    | 1.9 | 0.6  | 0.3 | 0.1 | 0.3 | 1.0 | 2.4 |
| Total     |      |                  | NBA  | 128 | 34  | 16.1 | 1.9 | 5.3 | .367 | 0.2 | 1.0 | .222 | 0.8 | 1.1 | .755 | 0.9   | 1.6    | 2.5 | 0.8  | 0.6 | 0.2 | 0.6 | 1.5 | 5.0 |

## Vida posterior
Tras retirarse, O'Bannon regresó a los Estados Unidos, retomando sus estudios y diplomándose en la Universidad de Nevada, Las Vegas. Se instaló junto a su familia en el estado de Nevada, donde trabajó en un concesionario de la marca Toyota como vendedor de automóviles.

### Demanda contra la NCAA
En 2009 demandó a la NCAA por su aparición en el videojuego NCAA Basketball 09, desarrollado por el estudio EA Canada y distribuido por la compañía Electronic Arts con los permisos correspondientes otorgados por el ente rector del deporte universitario estadounidense pero sin concesión de ningún tipo de compensación a los atletas cuya imagen había sido utilizada en el producto. El planteo judicial llevó a la emisión de un fallo judicial en 2014 mediante el cual se obligó a la NCAA a realizar una serie de reformas sobre los códigos que regulan a la figura de los atletas-estudiantes de las universidades estadounidenses, para que éstos recibieran mejores compensaciones por sus actividades; a su vez, las empresas desarrolladoras de videojuegos suspendieron las obras vinculadas a la NCAA para evitar a futuro todo problema legal que pudiera surgir.
O'Bannon publicó el libro Court Justice: The Inside Story of My Battle Against the NCAA en 2018 en el cual narra desde su punto de vista la experiencia de haberse enfrentado a la NCAA, y propone además algunas ideas para mejorar el sistema del deporte universitario estadounidense en favor de los estudiantes que se dedican a realizar actividades atléticas.